# Thomas Brassey

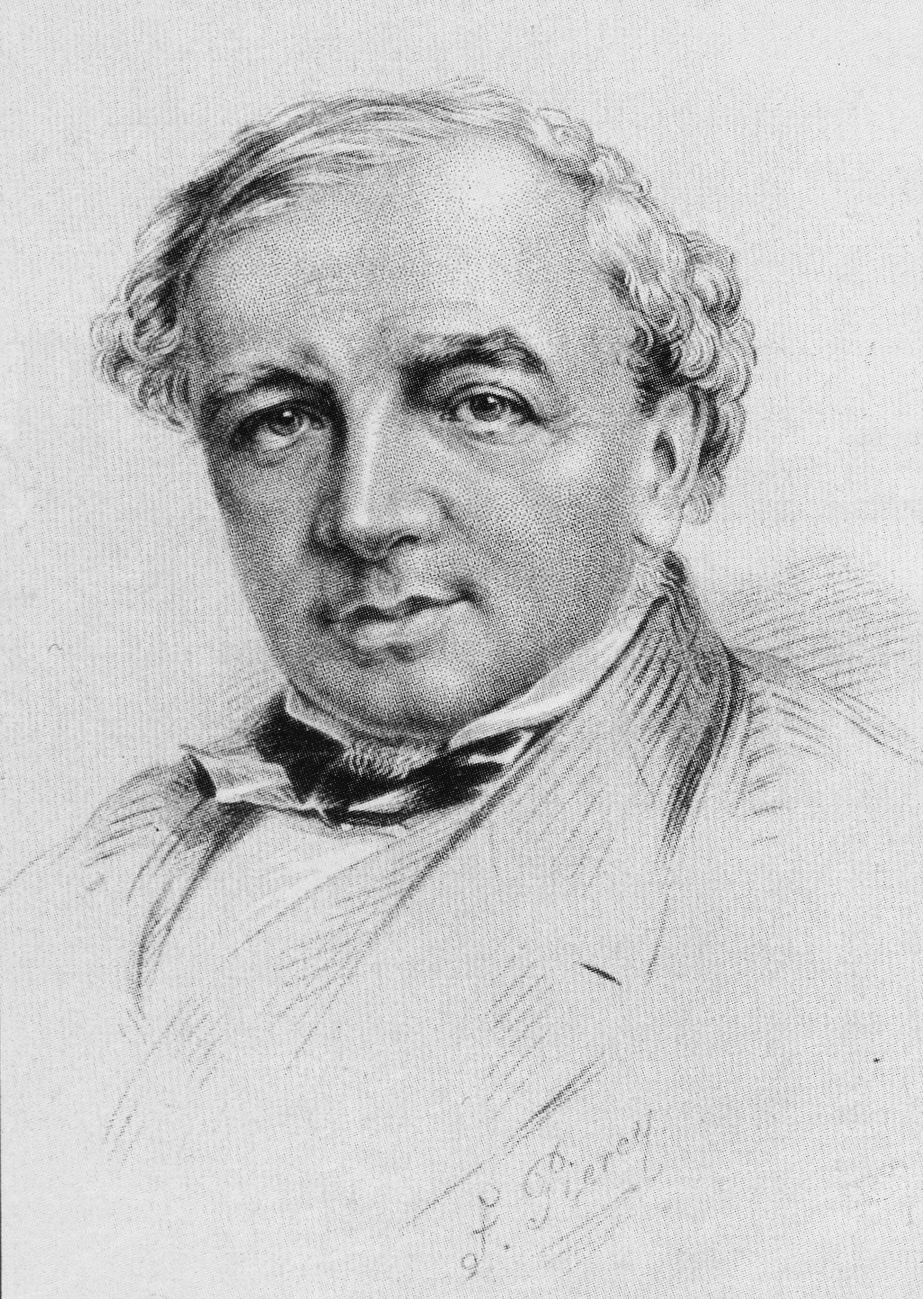
Thomas Brassey um 1850

Thomas Brassey (* 7. November 1805 in Buerton bei Chester; † 8. Dezember 1870 in Hastings-St. Leonhards-on-Sea) war ein britischer Unternehmer und Bauingenieur, der vor allem vom aufstrebenden Eisenbahnbau profitierte. In der Mitte seines Lebens, 1847, gingen ein Drittel der Eisenbahnbauten auf seine Planungen zurück. Als er starb, war weltweit ein Zwanzigstel der Eisenbahnen unter seiner Leitung entstanden.

## Familie
Brassey entstammte einer mittelenglischen Mittelklassefamilie, die ihre Familiengeschichte sehr weit zurückverfolgen konnte: Seine Vorfahren waren mit Wilhelm dem Eroberer aus der Normandie eingewandert und hatten sich in der Gegend von Chester niedergelassen. Thomas war der älteste Sohn des erfolgreichen Landwirts John Brassey und dessen Frau Elisabeth und besuchte die Mr Harting’s School in Chester.

## Karriere
Schon früh war Brassey an der Lösung technischer Fragen interessiert. Er wurde Landvermesser und arbeitete bereits mit weniger als 20 Jahren unter dem berühmten Baumeister Thomas Telford, der gerade die Holyhead-Straße, die Einfallstraße nach Birmingham, baute. Mit 21 Jahren wurde er Juniorpartner seines vormaligen Ausbilders zum Landvermesser, William Lawton. Beide firmierten fortan als „Lawton and Brassey“. Sie verlegten ihren Firmensitz nach Birkenhead auf der gegenüber liegenden Seite von Liverpool; der Ort bestand zu dieser Zeit gerade einmal aus vier Häusern. Das Geschäft prosperierte, doch Lawton starb bald, sodass Brassey die Firmenleitung allein innehatte.
1834 kam Brassey mit George Stephenson, wenig später auch mit dessen Schüler Joseph Locke in Kontakt, der bei ihm Material für den Eisenbahnbau kaufen wollte. Erst für die zweite Ausschreibung bekam er von Stephenson 1835 den Auftrag für ein Viadukt zwischen Stafford und Wolverhampton. Nach diesem erfolgreichen Unternehmen folgten viele, heute wichtige Eisenbahnstrecken für viele verschiedene Bahngesellschaften in ganz Großbritannien, bevor er Anfang der 1840er Jahre aufs Europäische Festland wechselte.

## Internationales Schaffen
Sein erster Auftrag wurde 1841 die Bahnstrecke Paris–Rouen, die eine geografische Fortsetzung der britischen Eisenbahnen werden sollte. Auf Vermittlung Lockes wurde die Ausschreibung für diese Strecke nur von ihm und seinem Landsmann und Wettbewerber William Mackenzie bedient. Anstatt sich gegenseitig zu unterbieten, gab man ein gemeinsames Angebot ab, das angenommen wurde. Aus diesem Fall lernte Brassey, wie wichtig strategische Partnerschaften sind und pflegte sie zeitlebens. In den folgenden Jahren baute man gemeinsam über 700 Kilometer in Frankreich, die längste Strecke mit 473 km von Orléans nach Bordeaux.

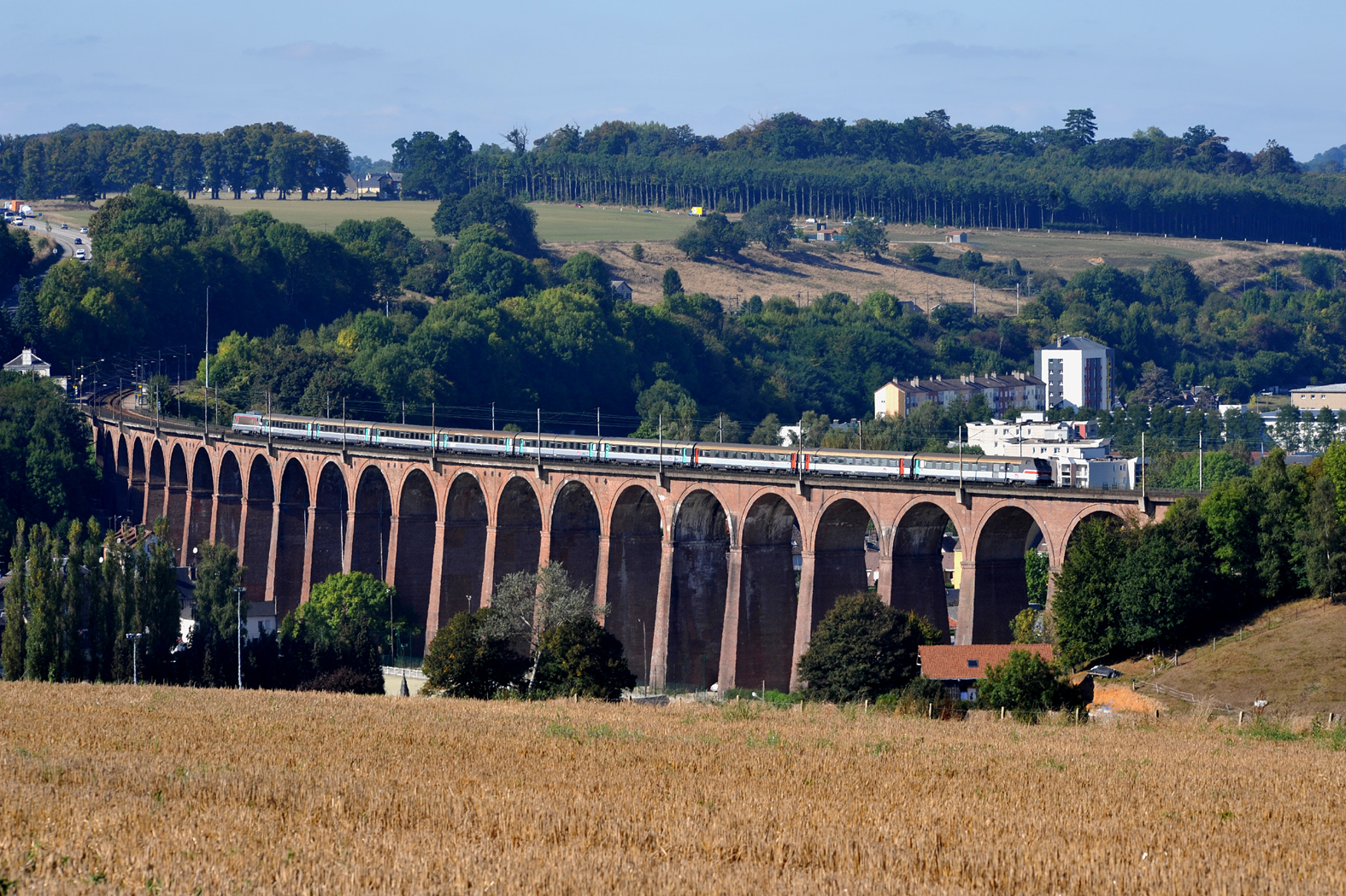
Viadukt bei Barentin

Während des Baus der Strecke Rouen–Le Havre ereignete sich 1846 eines der wenigen größeren technischen Unglücke bei den Konstruktionen Brasseys: Das 30 Meter hohe, aus Backsteinen gefertigte Barentin-Viadukt stürzte nach dem ersten großen Regen in sich zusammen. Die Ursache wurde nicht ermittelt, aber man nimmt an, dass die Qualität des Kalkes bzw. das Mischverhältnis des Mörtels nicht stimmte. Das £ 50.000 teure Bauwerk ließ Brassey auf eigene Kosten und unter eigener Aufsicht wieder errichten. Das Viadukt wird noch heute entsprechend seiner Bestimmung genutzt.
Wegen einer Finanzkrise gingen die Aufträge in Frankreich zunächst stark zurück, so dass sich der Baumeister anderweitig umsah. Er ging 1848 zunächst nach Spanien, anschließend nach Italien, wo jeweils kleinere Projekte verwirklicht wurden. Nach 1856 baute er in den Niederlanden und am deutschen Niederrhein die Dutch-Rhenish Railway, die ein frühes Eisenbahnprojekt der Niederländer darstellte. Diese standen wegen ihres hervorragend ausgebauten Kanal- und Flussnetzes der Eisenbahn lange Zeit skeptisch gegenüber. Anschließend nahm er wieder Aufträge in Frankreich an. Zwischendurch verwirklichte er immer wieder auch Bauten in seinem Heimatland.

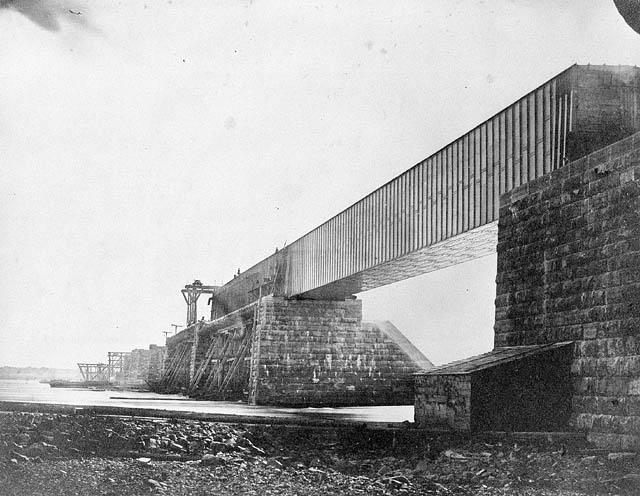
Victoria-Brücke im Bau, 1859 eröffnet

Bereits 1852 hatte Thomas Brassey das größte Projekt seines Lebens angenommen, die 876 km lange Grand Trunk Railway entlang des Sankt-Lorenz-Stroms in Kanada. Dazu wurde unter anderem die längste damals existierende Brücke gebaut, die drei Kilometer lange Viktoria-Brücke in Montreal. Der Bau der Strecke war eine Pionierleistung und technisch erfolgreich, für den Auftraggeber aber war das Unternehmen finanziell eine Katastrophe; er verlor dabei eine Million Englische Pfund.
In dem Auftrag war auch die Lieferung von rollendem Material eingeschlossen. Brassey gründete dazu auf seinem Firmensitz in Birkenhead die Firma „The Canadian Works“, die sein Schwager leitete. Dieser Standort war ideal, weil unmittelbar dort Hochseedampfer beladen werden konnten. In acht Jahren lieferte er mehr als 300 Lokomotiven. Auch die Eisenkonstruktion der Victoria-Brücke wurde in England hergestellt. Sie bestand aus über 10.000 Eisenträgern, die bei der Produktion gelocht und an Ort und Stelle mit einer halben Million Nieten verbunden wurden.

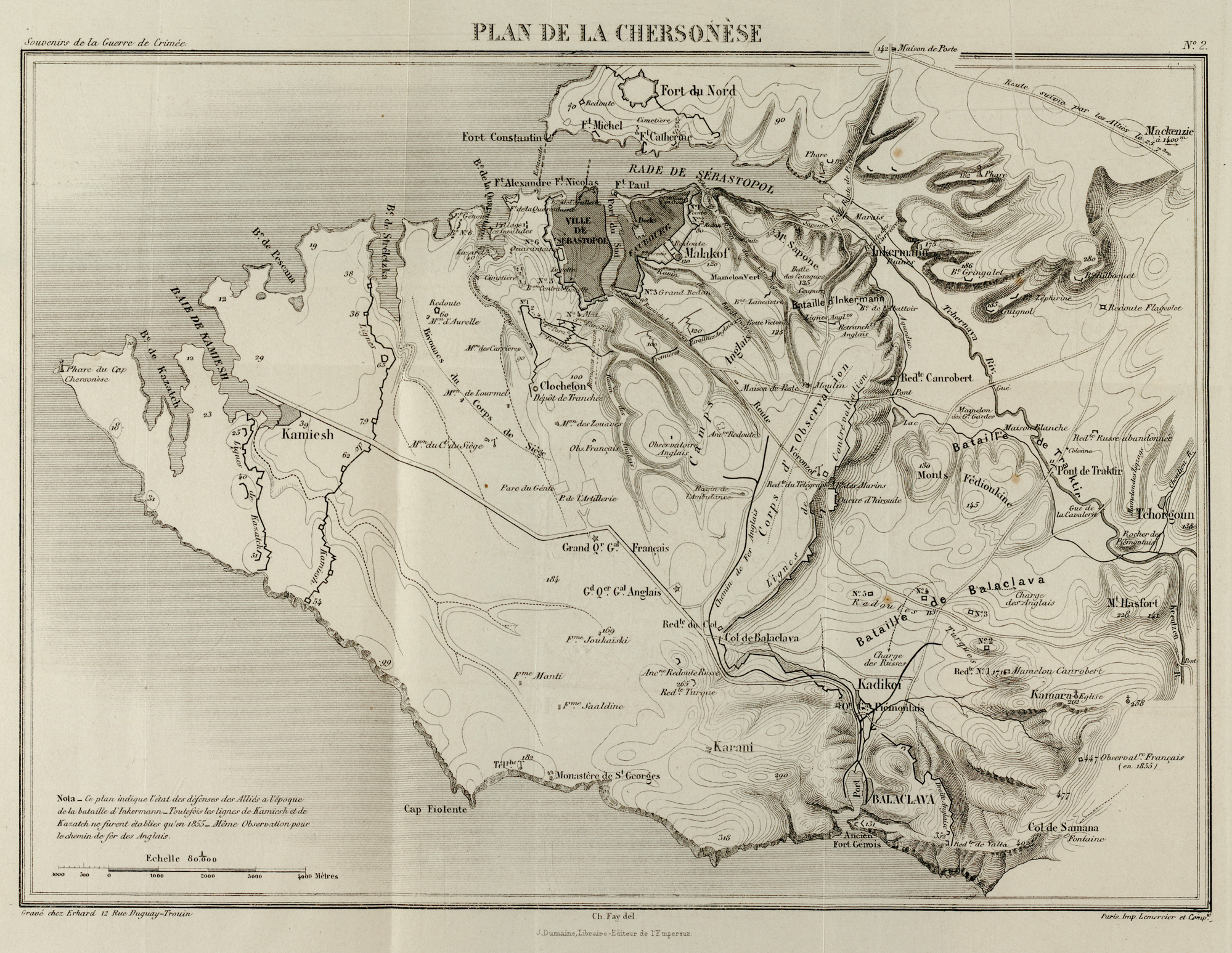
Zeitgenössische Darstellung der Eisenbahn südöstlich Sewastopol

Sein nächstes Projekt war die „Große Krim’sche Zentralbahn“ (Great Crimean Central Railway), die als weltweit erste Strategische Bahn die Hafenstadt Balaklawa mit den englischen Stellungen südlich von Sewastopol verband. Unter der Leitung Brasseys wurde im September 1854 mit dem Bau der elf Kilometer lange Strecke begonnen. Bereits nach sieben Wochen, noch rechtzeitig vor Beginn des Winters war diese fertiggestellt. So gelang es britischen Truppen in Allianz mit Franzosen und Türken ein Jahr später, die zuvor russische Schwarzmeer-Hafenstadt zu besiegen.

## Tätigkeiten abseits der Eisenbahn
Die Arbeit Brasseys war nicht nur auf die Eisenbahn und deren Umfeld beschränkt. Ergänzend zu seiner Fabrik in Birkenhead baute er ein weiteres Werk in Frankreich, zu dem er die Materialien für seine verschiedenen Aufträge auf dem europäischen Festland liefern ließ. Er baute eine Reihe von Abwasser-Anlagen in Großbritannien und ein Wasserwerk in Kalkutta. Außerdem gehen einige Trockendocks in verschiedenen englischen Städten, darunter das Royal Victoria Dock in London, auf seine Aktivität zurück.
Brassey unterstützte Isambard Kingdom Brunel (1806–1859) finanziell beim Bau seines Schiffes „The Leviathan“, das später in Great Eastern umbenannt wurde und 1854 sechs Mal größer war, als jedes andere bis dahin gebaute Schiff weltweit.
Noch andere Ideen trieben den Unternehmer um: Er erstellte Planungen für eine Untertunnelung des Ärmelkanals, die sowohl von britischer als auch von den europäischen Regierungen strikt abgelehnt wurden. Ein anderer Plan verfolgte einen Kanal quer durch den Isthmus von Panama zu projektieren; das wurde ebenfalls für unrealisierbar gehalten. Auch in dieser Hinsicht war Brassey seiner Zeit weit voraus.

## Brasseys letzte Jahre
Ab 1867 verschlechterte sich Brasseys Gesundheitszustand. Zuvor hatte er Strecken in Südamerika (400 km), Australien (über 200 km), Nepal (800 km) und Österreich-Ungarn projektiert und den Bau geleitet. 1868 erlitt er einen leichten Hirnschlag, doch er arbeitete weiter. Im April darauf brach er bei einer ausgedehnten Ost-Asien-Reise zusammen. Ab 1870 zog er sich aus allen Geschäften zurück, besuchte aber gelegentlich seine Baustellen. Auch als er ab Spätsommer 1870 bettlägerig wurde, empfing er noch zahlreiche Besucher, Kollegen und Angestellte, die ihm ihren Respekt zollten. Er starb am 8. Dezember 1870 im Victoria-Hotel in St. Leonards und hinterließ ein Vermögen von 3,2 Millionen, anderen Quellen zufolge sogar sieben Millionen Pfund. Damit galt er als einer der reichsten „Self-made men“ im viktorianischen Zeitalter, ein pompöser Lebensstil lag ihm jedoch stets fern. Bis zu seinem Lebensende war er für die Planungen beziehungsweise den Bau von über 4800 km Schienennetz in Kontinentaleuropa und fast 2500 km außerhalb Europas verantwortlich.
Sein ältester Sohn Thomas Brassey (1836–1918) begann eine erfolgreiche Karriere in der Politik und war Gouverneur des australischen Bundesstaates Victoria.